# الخيف (الريدة)

'

تعديل مصدري - تعديل

الخيف هي إحدى قرى عزلة الريدة وقصيعر بمديرية الريدة وقصيعر التابعة لمحافظة حضرموت، بلغ تعداد سكانها 214 نسمة حسب تعداد اليمن لعام 2004.